# Phòng chế tác Lâm Tâm Như
Phòng chế tác Lâm Tâm Như (tên đầy đủ: Phòng chế tác văn hóa ảnh thị Lâm Tâm Như), thường được gọi là: Ruby Studio (tiếng Hoa: 林心如工作室) được thành lập sau khi Lâm Tâm Như thoát ly khỏi công ty Hoa Nghị Huynh Đệ năm 2008. Với phương châm "tạo nên những tác phẩm chất lượng", studio đã thành công trong việc chế tác phim truyền hình cổ trang Khuynh Thế Hoàng Phi, phim thần tượng hài lãng mạn Tỷ Tỷ Tiến Lên, mini-drama Lãng Quên và một số tác phẩm khác. Cuối năm 2013, Ruby Studio tiến hành sản xuất bộ phim cổ trang lớn Tú Lệ Giang Sơn chi Trường Ca Hành dự kiến sẽ phát hành giữa năm 2015.

## Thông tin Cơ Bản
- Năm 2009, Lâm Tâm Như thành lập Ruby Studio, ký hợp đồng với các nghệ sĩ, chuẩn bị cho việc chế tác.
- Năm 2011, studio sản xuất bộ phim đầu tay do Lâm Tâm Như giữ vai trò chế tác kiêm nữ chính Khuynh Thế Hoàng Phi. Sau khi phát sóng, bộ phim đã nhận được phản hồi tích cực. Từ tháng 12/2011 đến 8/2012, Lâm Tâm Như đã 3 lần vinh dự đạt được giải thưởng lớn "Nhà sản xuất xuất sắc nhất" với bộ phim này.
- Năm 2012, studio lại tiếp tục sản xuất thêm 2 tác phẩm mới Lãng Quên và Tỷ Tỷ Tiến Lên, thừa chế phim truyền hình Họa Bì chi Chân Ái Vô Hối.
- Năm 2013, studio tiến hành chế tác bộ phim Tú Lệ Giang Sơn Chi Trường Ca Hành.
- Năm 2014, studio dự kiến sản xuất bộ phim hiện đại 16 Mùa Hạ và một mini-drama.

## Thành Phần Nhân viên

### Nhân Sự Chủ Chốt
- Lâm Tâm Như - Tổng giám đốc điều hành
- Đàm Quân Bình - Phó tổng giám đốc điều hành
- Trương Gia Nhân - Giám đốc môi giới
- Lưu Tư Dương - Nhân viên môi giới cao cấp
- Trương Tuệ Tuệ - Trợ lý quản lý nhân viên

### Các Nghệ sĩ Trực Thuộc
- Lâm Tâm Như
- Dương Chí Văn
- Trương Thành Hàng

## Các Tác phẩm Chính
| Năm  | Loại hình                                   | Tên tác phẩm                        | Vai trò              | Chức năng       |
| ---- | ------------------------------------------- | ----------------------------------- | -------------------- | --------------- |
| 2011 | Phim truyền hình cổ trang cung đình 42 tập  | Khuynh Thế Hoàng Phi                | Nhà sản xuất         | Đơn vị sản xuất |
| 2011 | Phim thần tượng hài lãng mạn 30 tập         | Tỷ Tỷ Tiến Lên                      | Nhà sản xuất         | Đơn vị sản xuất |
| 2012 | Phim truyền hình cổ trang thần thoại 40 tập | Họa Bì chi Chân Ái Vô Hối           | Tổng giám chế        | Đơn vị thừa chế |
| 2012 | Mini-drama 90 phút                          | Lãng Quên                           | Nhà sản xuất         | Đơn vị sản xuất |
| 2013 | Phim truyền hình cổ trang trinh thám 39 tập | Thiếu Niên Thần Thám Địch Nhân Kiệt | Giám chế, nhà đầu tư | Đơn vị sản xuất |
| 2013 | Phim truyền hình cổ trang lịch sử 52 tập    | Tú Lệ Giang Sơn chi Trường Ca Hành  | Nhà sản xuất         | Đơn vị sản xuất |
| 2014 | Mini-drama 120 phút                         | Mẹ Tôi                              | Nhà sản xuất         | Đơn vị sản xuất |
| 2014 | Phim truyền hình hiện đại lãng mạn 16 tập   | 16 Mùa Hạ                           | Nhà sản xuất         | Đơn vị sản xuất |